# 2030年代
| 千纪： | 3千纪                                                                                            |
| 世纪： | 20世纪 \| 21世纪 \| 22世纪                                                                       |
| 年代： | 2000年代 \| 2010年代 \| 2020年代 \| 2030年代 \| 2040年代 \| 2050年代 \| 2060年代                 |
| 年份： | 2030年 \| 2031年 \| 2032年 \| 2033年 \| 2034年 \| 2035年 \| 2036年 \| 2037年 \| 2038年 \| 2039年 |

2030年代從2030年1月1日開始，於2039年12月31日結束。

## 知名的預測和已知的事件
- 截至2009年12月，美國人口普查局預測到2030年將有84億世界人口。[1]
- 法國人口統計學家伊曼紐爾·托德（Emmanuel Todd）預測2030年世界人口的識字率達到接近100%。[2]
- 2038年1月19日——32位元電腦時鐘溢位，日期将变更为1969年12月31日。
- 歐洲太空總署正在討論計劃於年代中期實現載人火星任務。[3]
- 老人學家奧布雷·格雷(Aubrey De Grey)預測有「50/50機會」於大約2036年前治療老化。[4]
- 2005年12月8日，英国《每日快报》指科學家預測2036年會有一顆小行星與地球相撞，機率高达2.7%。[5]
- 2030年冬季奧林匹克運動會将在阿爾卑斯山举办
- 2032年夏季奧林匹克運動會将在布里斯班举办。